# Petru Filip
Petru Filip (Slobozia, 23 gennaio 1955) è un politico e ingegnere rumeno, membro del Partito Social Democratico. Dal 2008, è stato membro del Senato, in rappresentanza del distretto di Bihor e Presidente del senato interinale dal 23 novembre al 28 novembre 2011.

## Biografia
Filip è stato sindaco di Oradea (1992-1996, 2000-2007). Sua moglie Valeria e un dottore e hanno una figlia.
Filip ha due lauree, una in ingegneria, la seconda in pubblica amministrazione. Per l'ultimo dei due soggetti, ha una cattedra all'Università "Agorà" di Oradea, come professore associato.
Eletto come leader del distretto di Bihor del Partito Democratico nel 1998, è diventato vice presidente del comitato permanente dell'Ufficio nazionale (BPN) dello stesso partito nel 2005. Il 30 aprile 2010, Philip si dimise da presidente del capitolo del partito di distretto.
Ha terminato il suo terzo mandato come sindaco di Oradea poco tempo prima, dopo aver raggiunto nella politica europea un comodo punteggio dal sondaggio nazionale del suo partito, il Partito Democratico il 25 novembre 2007.
Dopo una breve carriera come deputato europeo, Filip è tornato alla politica nazionale in Romania, nel tardo autunno 2008 è stato eletto senatore. È stato assegnato al Comitato per la pubblica amministrazione, pianificazione territoriale e tutela ambientale, che ha presieduto fino all'8 settembre 2010, quando è stato eletto Vice Presidente del Senato. È stato membro del Partito Liberale Democratico (PD -L) fino ad aprile 2012 fino alla sua defezione al PSD.